# Краснополянский сельский совет (Крым)
Краснополянский сельский совет (укр. Краснополянська сільська рада, крымскотат. Qızıl Çoñrav köy şurası) — согласно законодательству Украины — административно-территориальная единица в Черноморском районе Автономной Республики Крым.
Население по переписи 2001 года — 2006 человек.
К 2014 году состоял из 3 сёл:
- Красная Поляна
- Внуково
- Кузнецкое

## История
В 1973 году в Крымской области УССР в СССР был образован Краснополянский сельский совет выделением населённых пунктов из состава Межводненского совета и на 1977 год уже имел современный состав.
С 12 февраля 1991 года сельсовет в восстановленной Крымской АССР, 26 февраля 1992 года переименованной в Автономную Республику Крым. С 21 марта 2014 года в составе Крыма аннексирован Россией. Законом «Об установлении границ муниципальных образований и статусе муниципальных образований в Республике Крым» от 4 июня 2014 года территория административной единицы была объявлена муниципальным образованием со статусом сельского поселения.